# 陸上自衛隊高等工科学校
陸上自衛隊高等工科学校（りくじょうじえいたい こうとうこうかがっこう、英語：JGSDF High Technical School; HTS）は、陸上自衛隊武山駐屯地（神奈川県横須賀市御幸浜）に所在する防衛大臣直轄の教育機関である。中学校を卒業予定または卒業の15歳以上17歳未満の男子を対象に、将来、陸曹となるべき者の養成を目的とする。
高等学校ではないが3年制で、通信制高等学校と連携しており高等学校卒業資格の取得が可能。「自衛隊版の高校」と称される。全寮制。略称は「高工校」（）。

## 概要

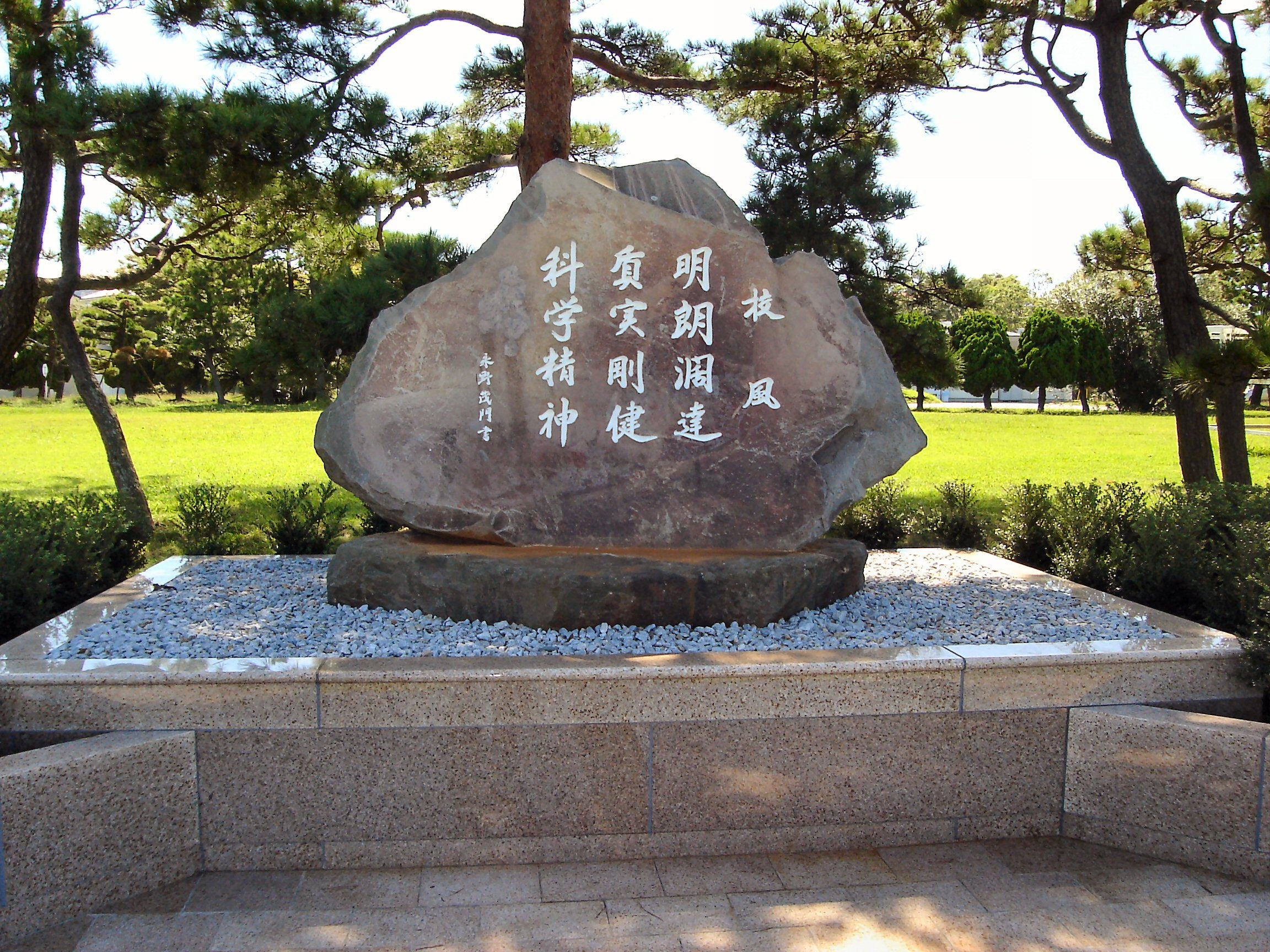
校風の碑

高等工科学校生徒（旧 陸上自衛隊生徒）の教育を行なう施設として、2010年（平成22年）3月26日に陸上自衛隊少年工科学校から改編された。施設の位置づけ（陸上幕僚長の指揮監督を受ける防衛大臣直轄の機関）及び所在地は旧校と変わらない。1学年あたりの生徒数は2018年（平成30年）度まで約320名だったが、翌年以降は約350名に増員。一方、応募者数と受験倍率は減少傾向にある。
中学校を卒業し、採用試験を経て高等工科学校生徒に任命された者が入校する。一条校ではないので、生徒が高等学校卒業資格を得るために通信制高等学校である神奈川県立横浜修悠館高等学校と技能提携している。
学費や寮費は無償であり、所定の給与が生徒に支給される。
原則的に、本校卒業後の4月1日に陸上自衛官となり、陸士長の階級を与えられ、約1年間の教育を経た後に3等陸曹に昇任する。本校に在校中の身分は自衛官ではなく、防衛大学校本科学生と同様に「特別職国家公務員」たる自衛隊員である。
生徒制度の改編に際しては生徒の募集を停止しなかったため、当初は旧制度の生徒と新制度の生徒が混在していた。旧生徒の身分は自衛官であった。
少年期から専門的な軍事教育を施し、卒業後は早々に曹に任官して自衛隊の業務を正式な職業とする者となり、また多くの出身者が幹部候補生制度を通し幹部を目指すなど共通点が多いことから、本校は帝国陸軍における陸軍少年飛行兵学校・陸軍少年戦車兵学校・陸軍少年通信兵学校等（陸軍少年飛行兵・陸軍少年戦車兵・陸軍少年通信兵等）に類似する。なお、陸軍幼年学校は元より将校候補者を少年期から養成する軍学校であり、曹（下士官）候補者を養成する高等工科学校とは教育の位置付けが異なるが、制服常装冬服の装飾（肩章・袖章の飾線や形状）や「模範生徒」制度に幼年学校の影響がある。
2022年（令和4年）12月に閣議決定された防衛力整備計画では、自衛隊の人的基盤の強化の一環として「陸上自衛隊高等工科学校については各自衛隊の共同化及び男女共学化を実施する」とされた。2023年（令和5年）3月の国会答弁で浜田靖一防衛大臣らは、これらの施策を2028年（令和10年）度から開始することを明らかにした。

## 教育内容
本校の教育内容は、一般の普通科高校に相当する「一般教育」、専門分野を教育する「専門教育」、自衛官としての素地を作る「防衛基礎学」の3分野に分けられ、それぞれの専門教官が授業を行う。
一般教育
学習指導要領に準拠した内容で、普通科高校と同様のカリキュラムのもとで教育を行う。この一般教育とレポート作成など通信制の教育により、生徒は本校卒業と同時に横浜修悠館高等学校卒業の資格を得る。
3学年では選択科目の違いによって「教養」「理数」「国際」「システム・サイバー」の四つの専修コースに分かれる。「システム・サイバー」は、サイバー防衛の専門家の養成を目的として、2021年（令和3年）度から設けられたコースである。また、2023年（令和5年）度より、新たに「AI・ロボティクス」の専修コースが設けられる。
専門教育
現在の陸上自衛隊で使用される高度に高機能化・システム化された装備品の能力を発揮させるため、その素地を養う。内容は「電子機械（メカトロ）工学」「情報工学」および「ロボット制作等を通じての教育」に大別される。
防衛基礎学
陸上自衛官として必要な基礎的事項の教育。法令等を学ぶ「服務及び防衛教養」と野外における基礎的な行動を学ぶ「戦闘及び戦技訓練」に大別される。射撃訓練と戦闘訓練は2学年・3学年で行う。

## 学生生活

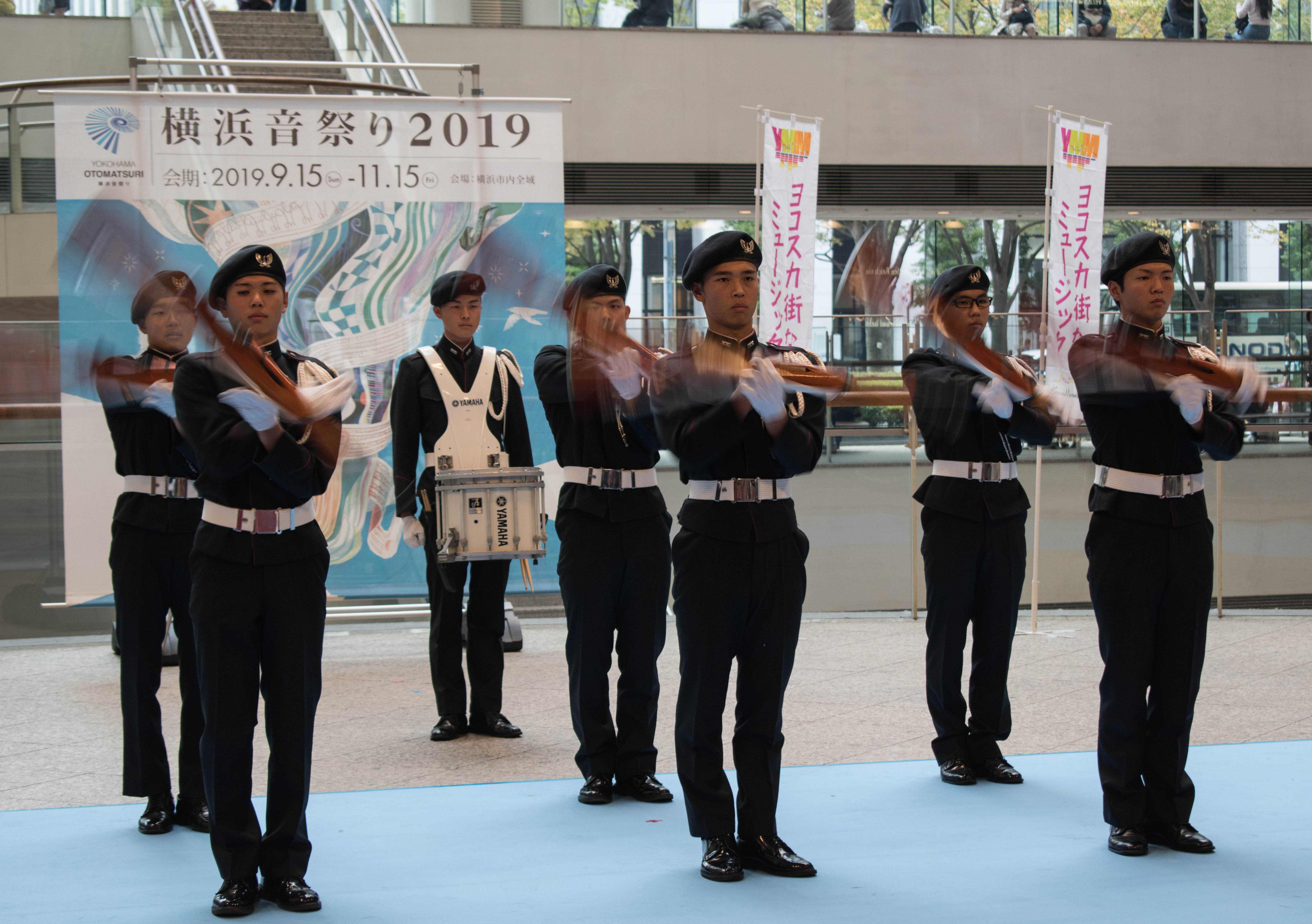
クイーンズスクエア横浜で演技するドリル部

基本、平日は7時間授業で水曜日は8時間、金曜日は6時間である。週休2日制。外出は原則的に休日のみであり、定められた時間と行動範囲内に限り許可される。休日の外泊は許されていない。携帯電話は1学年の冬休み明けから持てるが、生徒の生活態度により遅らせられたり、禁止になることがある。
クラブ活動の体育クラブは横浜修悠館高校の名義で対外試合を行っており、軟式野球部の全国大会優勝（2013年）、剣道部の定通制全国大会25連覇（1990年-2014年）などの実績がある。各生徒は特定クラブ（ドリル部／吹奏楽部／和太鼓部／サイバー・コンピュータ部）か、もしくは体育クラブと文化クラブの両方に所属しなければならない。但し、2学年からは文化クラブを続けるか否か選択できる。2022年（令和4年）より文化クラブに新しくeスポーツ部ができた。

## 教育理念・校風・制服

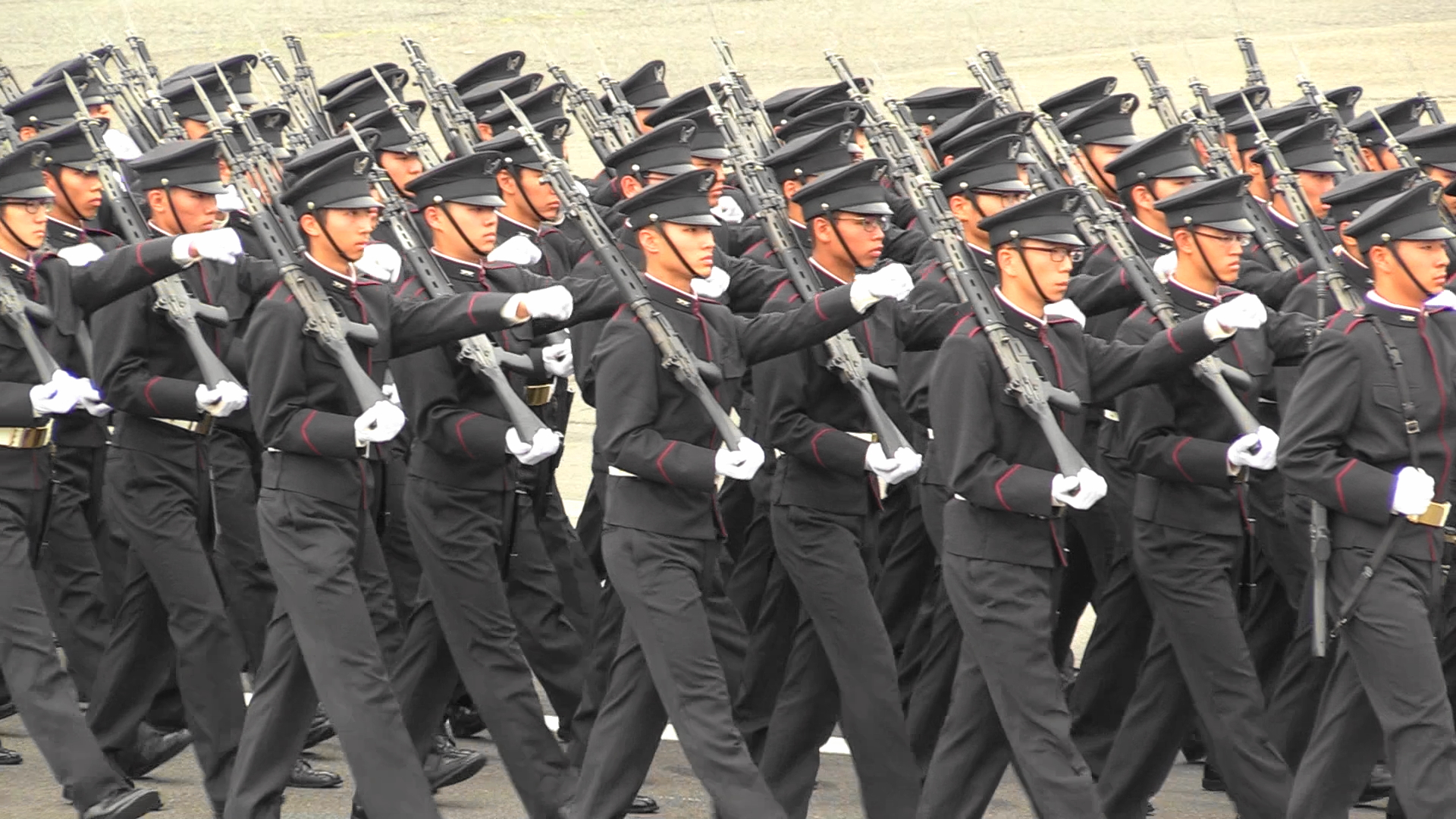
自衛隊記念日観閲式（平成30年度総合予行）で行進する生徒隊

教育理念
「技術的識能を有し、知徳体を兼ね備えた伸展性ある陸上自衛官としてふさわしい人材を育成する」
校風
「明朗濶達・質実剛健・科学精神」
制服
詰め襟の短ジャケット型の制服に一新された。陸上自衛隊91式制服以前にあった赤ラインが復活し、伝統を継承する形となっている。生徒の服制の詳細は、自衛隊法施行規則（防衛省令）によるが冬服は濃灰色でえんじ色の飾線を入れた二つポケット、前面ファスナー留めの詰め襟短ジャケットの上下。ズボンはサスペンダー使用。夏服1種上衣は冬服同様、2種上衣は白のスタンドカラーで襟にえんじ色の飾線のシャツ。帽章は、飛桜馬及び若葉の組み合わせたものと独自のデザインのものになる。制服着用時の靴下は黒。それ以外は白。制服には襟首、シャツならポケットの上にそれぞれの学年は金属で出来たバッチ(学年識別章)をつける。1学年は黒下地に銀色の線が横に二本。2学年は銀色の線の間に銀色の桜が一つ。3学年は桜が二つとなっている。

## 組織編成
- 企画室
- 総務部
  - 総務課
  - 管理課「高工校」
- 教育部
  - 教務課
  - 主任教諭（1人）
  - 第1教官室（一般教育を担当。）旧第2教育部
  - 第2教官室（専門教育を担当。）旧第1教育部
- 生徒隊（防衛基礎学を担当）
  - 第1教育隊（第1学年）
  - 第2教育隊（第2学年）
  - 第3教育隊（第3学年）

## 主要幹部
| 官職名                                     | 階級          | 氏名     | 補職発令日     | 前職                                   |
| ------------------------------------------ | ------------- | -------- | -------------- | -------------------------------------- |
| 陸上自衛隊高等工科学校長 兼 武山駐屯地司令 | 陸将補（二）  | 星指𠮷見 | 2025年08月01日 | 陸上自衛隊武器学校長 兼 土浦駐屯地司令 |
| 副校長 兼 企画室長                         | 1等陸佐（二） | 井芹嘉宏 | 2024年08月01日 | 情報本部勤務                           |
| 副校長 兼 防衛教官                         | 防衛教官      | 竹田幸浩 | 2021年04月01日 |                                        |
| 総務部長                                   | 1等陸佐（二） | 天内一雄 | 2023年12月22日 | 陸上自衛隊関西補給処装備計画部企画課長 |
| 教育部長                                   | 1等陸佐（二） | 佐々木誠 | 2025年03月17日 | 第1高射特科団本部高級幕僚              |
| 生徒隊長                                   | 1等陸佐（二） | 松田友宏 | 2025年08月01日 | 陸上自衛隊関西補給処装備計画部企画課長 |

| 代 | 氏名     | 在任期間                        | 出身校・期              | 前職                                       | 後職                              |
| -- | -------- | ------------------------------- | ----------------------- | ------------------------------------------ | --------------------------------- |
| 01 | 山形克己 | 2010年03月26日 - 2010年03月28日 | 生徒15期・ 防大20期     | 陸上自衛隊少年工科学校長 兼 武山駐屯地司令 | 退職                              |
| 02 | 市野保己 | 2010年03月29日 - 2012年03月29日 | 生徒19期・ 防大24期     | 中部方面総監部幕僚副長                     | 富士教導団長                      |
| 03 | 菊池哲也 | 2012年03月30日 - 2014年03月25日 | 中央大学 昭和57年卒     | 陸上幕僚監部法務官                         | 第4師団副師団長 兼 福岡駐屯地司令 |
| 04 | 小和瀬一 | 2014年03月26日 - 2016年03月22日 | 生徒24期・ 東京理科大学 | 第4師団司令部幕僚長                        | 陸上幕僚監部監察官                |
| 05 | 滝澤博文 | 2016年03月23日 - 2018年03月26日 | 生徒24期・ 防大29期     | 中部方面総監部防衛部長                     | 第6師団副師団長 兼 神町駐屯地司令 |
| 06 | 堀江祐一 | 2018年03月27日 - 2020年03月17日 | 生徒26期・ 日本大学     | 第8師団副師団長 兼 北熊本駐屯地司令        | 東北方面総監部幕僚副長            |
| 07 | 岩名誠一 | 2020年03月18日 - 2022年03月22日 | 生徒27期・ 防大32期     | 東北方面総監部幕僚副長                     | 退職                              |
| 08 | 富崎隆志 | 2022年03月23日 - 2023年04月20日 | 生徒29期・ 法政大学     | 北部方面総監部幕僚副長                     | 第11旅団長                        |
| 09 | 今井俊夫 | 2023年04月21日 - 2024年03月27日 | 防大40期                | 東北方面総監部幕僚副長                     | 統合幕僚監部首席後方補給官        |
| 10 | 篠村和也 | 2024年03月28日 - 2025年07月31日 | 生徒28期・ 防大33期     | 陸上幕僚監部法務官                         | 退職                              |
| 11 | 星指𠮷見 | 2025年08月01日 -                | 生徒30期・ 防大35期     | 陸上自衛隊武器学校長 兼 土浦駐屯地司令     |                                   |

## 陸上自衛隊生徒出身の著名人
陸上自衛隊生徒を参照。